# Chapiteau roman de Drugeac
Le chapiteau roman de Drugeac est un chapiteau situé en France sur la commune de Drugeac, en région Auvergne-Rhône-Alpes.

## Localisation
Le monument se trouve dans le cimetière de Drugeac.

## Historique
Le chapiteau, datant probablement du XIIIe siècle, provient de l'ancienne église romane en partie reconstruite au XVe siècle. Sculpté de motifs historiés, il montre un bouc dressé sur ses pattes arrière encadré par deux lions, et sert aujourd’hui de socle à une croix du XVIIe siècle.

### Protection
Le chapiteau roman est classé au titre des monuments historiques par arrêté du 8 juillet 1963.